# کروملین (دهانه برخوردی)

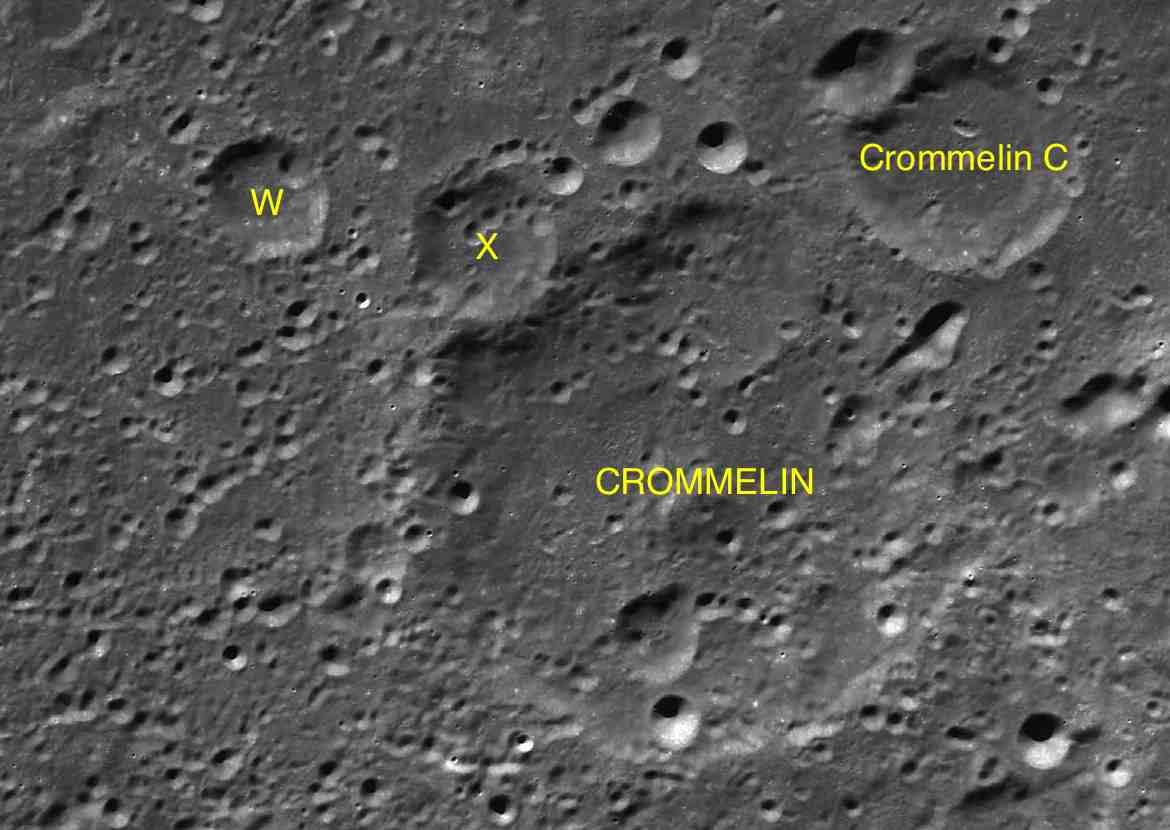
نقشهٔ ماهواره‌ای دهانه‌های کروملین. مدارگرد ماه ۵ رو به غرب قرار دارد

کروملین (انگلیسی: Crommelin) یک دهانه برخوردی باستانی در ماه است که در عمق نیمکرهٔ جنوبی ماه، در سمت پنهان ماه ایجاد شده‌است. این دهانه در شمال دهانهٔ بزرگ زیمان، و در شرق شمال شرقی  دهانه نومروف قرار دارد.
ظاهر اصلی این دهانه تقریباً به‌طور کامل در اثر برخوردهای بعدی فرسوده شده و چیزی بیش از یک فرو رفتگی دهانه‌ای در سطح از آن باقی نمانده‌است. یک دهانهٔ به‌همان اندازه فرسودهٔ دیگری در لبهٔ شمالی آن قرار دارد و «کروملین X» به محیط برآمدگی شمال غربی آن متصل است. بزرگترین دهانک‌های درون دهانه یک جفت را نزدیک به لبهٔ جنوبی تشکیل می‌دهند. برآمدگی مرکزی مختصری هم وجود دارد که متشکل از اندکی بیشتر از افزایش کم در سطح است.

## دهانه‌های ماهواره‌ای
دهانه‌های به‌اصطلاح ماهواره‌ای، دهانه‌های کوچکی (دهانک) هستند که در کنار یا در نزدیکی دهانهٔ اصلی قرار گرفته‌اند و به همان نام نامیده می‌شوند اما یک حرف بزرگ اضافی به همراه دارد (حتی اگر این دهانه‌ها در تشکیل مستقل از دهانهٔ اصلی باشد). بنا بر قرارداد، این ویژگی‌ها با قرار دادن نامه در نقطه نزدیک به دهانه اصلی، روی نقشه‌های ماه از دید ماهواره‌ای نشان داده می‌شوند.
| کروملین | Latitude | Longitude | قطر   |
| ------- | -------- | --------- | ----- |
| C       | ۶۶٫۴° S  | ۱۴۴٫۸° W  | 44 km |
| W       | ۶۶٫۰° S  | ۱۵۲٫۷° W  | 24 km |
| X       | ۶۶٫۳° S  | ۱۵۰٫۰° W  | 26 km |